# Pantano Grande
Pantano Grande is een gemeente in de Braziliaanse deelstaat Rio Grande do Sul. De gemeente telt 9.794 inwoners (schatting 2009).

## Verkeer en vervoer
De plaats ligt aan de wegen BR-290 en BR-471.